# Leroy Pope Walker
Pour les articles homonymes, voir Walker.
LeRoy Pope Walker (7 février 1817 – 23 août 1884) était un avocat et un homme politique américain qui fut membre de la chambre des représentants de l'Alabama puis, en 1861, le premier secrétaire à la guerre des états confédérés d'Amérique dans le cabinet de Jefferson Davis. Il donna notamment l'ordre de tirer sur Fort Sumter. Il fut également général de l'armée des états confédérés.
LeRoy Walker est né à Huntsville (Alabama). Petit-fils de LeRoy Pope, il est le fils de John Williams Walker et de Matilda Pope.
Admis au barreau en 1838, général de la milice de l'Alabama, il est élu en 1843 à la chambre des représentants de l'Alabama. Après avoir représenté le comté de Lawrence, il représente à partir de 1847 celui de Lauderdale et devint speaker de la chambre.
Il se marie en 1850 avec Eliza Dickson Pickett et est élu la même année comme juge du 4e circuit. En 1853, il démissionne et retourne à la chambre pour un mandat.
En 1860, il est délégué aux conventions de Charleston et de Baltimore. En mars 1861, Walker fut commissionné par l'Alabama lors de la convention sur la sécession du Tennessee. Secrétaire à la guerre dans le cabinet de Jefferson Davis, il organise l'armée confédérée mais démissionne en septembre 1861 pour des raisons de santé. Il devient alors général dans l'armée confédérée, affecté à Mobile et à Montgomery mais doit démissionner en mars 1862.
Après la guerre de Sécession, il reprend ses activités juridiques, obtenant notamment l'acquittement de Frank James, et demeure politiquement actif, étant même délégué de l'Alabama à la convention nationale démocrate de 1876.